# 超福祉
超福祉(ちょうふくし、SUPER WELFARE)とは、特定非営利活動法人ピープルデザイン研究所が提唱する概念。

## 概説
「負い目」というものに似た「心のバリア」を「憧れ」へ転換させ、従来の弱者救済を念頭に置く「福祉」ではなく、“意識”や“心”のバリアフリーをイノベーションするのが超福祉の視点。従来の福祉には、ゼロ以下のマイナスである『かわいそうな人たち』をゼロに引き上げようとする視点がある。一方で、特定非営利活動法人 ピープルデザイン研究所の提唱する超福祉の視点は、そもそも全員がゼロ以上の地点にいて、違いのある人たちが混ざっているということが当たり前であり、その違いを認め合おうとするもの。ハンディキャップがある人＝障害者が、あるようには見えない人＝健常者よりも、むしろ「かっこいい」「かわいい」、あるいは「凄い」「ヤバい」と憧れる未来をさして、超福祉と呼ぶ。

## 超福祉に関するイベント
2020年、渋谷。超福祉の日常を体験しよう展
特定非営利活動法人 ピープルデザイン研究所が「超福祉」の考えの下、意識やテクノロジーによるイノベーションを行うため、医療器具だったものをファッションに置き替え、「2020年、超福祉が実現した渋谷の街の日常」を実際に感じて、考える『2020、渋谷。超福祉の日常を体験しよう展』を渋谷区、KMD慶応義塾大学大学院メディアデザイン研究科と共催で開催した。
展示は、最先端の車イスやパーソナルモビリティなど、渋谷の街を走ってみたくなる超福祉機器が並ぶ「ストリート・エリア」と、アートとテクノロジーが融合した義足のカスタマイズショップ、未来型のブックストア、体験できる超人スポーツショップなど、超福祉アイテムを展示する「ショップ・エリア」の２つのエリアに分けて展開した。
期間中は会場にて、WHILL株式会社の「WHILL Model A」や、セグウェイジャパン株式会社の「Genny ™ 2.0」等の展示モビリティの試乗会や、アーティストのsenseとkazによるライブペイント、パラリンピアンを招いた義足の体験会や、競技用車椅子の試乗会、ワークショップなどのイベントも行った。
11月13日は同会場にてシンポジウムを開催。現役の慶応義塾大学の大学院生や卒業生による研究発表や、トヨタ自動車株式会社による講演、さらにオランダから来日したデルフト工科大学の教授で「MEDISIGN」を提唱しているリチャード・グーセンスやソニーコンピュータサイエンス研究所に在籍しながら競技用義肢の開発に携わる遠藤謙、宇宙兄弟をはじめ様々なヒット作の編集を担当する株式会社コルク代表取締役社長の佐渡島庸平など、これまでの福祉の枠を超えた方々が登壇し、「超福祉」の可能性などについて語り合った。
また11月14日には、同企画に連動して川崎市の市役所第4庁舎にて、「ピープルデザインシンポジウム」を開催。
ゲストには、セグウェイ ジャパン株式会社の秋元大、認知症フレンドリージャパン・イニシアチブの岡田誠、そして渋谷に引き続き、オランダから来日したリチャード・グーセンスが登壇した。
「超福祉な日常～新しい可能性への展望～」と題し、ゲストによる講演やトークセッション&ティーチインを行った。
同イベントの反響は大きく、初日にNHKのニュース番組に取材され、それを見た海外からの来場者もいた。会場で配布したフライヤーは1万3600枚となり、会場となった渋谷ヒカリエ「08/」の最高来客記録となった。

## 参考メディア
- 「福祉機器、クールに変身」『日本経済新聞』、2014年6月27日。
- JAM THE WORLD（J-WAVE、2014年11月7日）
- J-WAVE SELECTION Super Welfare Tokyo !（J-WAVE、2014年11月9日）
- 「かっこいい福祉機器　東京・渋谷ヒカリエ」『朝日新聞デジタル』 2014年11月11日、朝日新聞社 。
- 「シブヤ発！未来の車いすなど集結」『日経BPネット』 2014年11月12日、日経BP社 。
- 「車椅子など50点　渋谷で今日から」『産經ニュース』 2014年11月12日、産經新聞社 。
- NHK「首都圏ネットワーク」2014年11月12日放送
- NHK「ニュースウオッチ9」2014年11月12日放送
- NHK「ニュース7」2014年11月12日放送
- NHKジャーナル（NHKラジオ第1放送、2014年11月12日）
- 「車椅子など50点　渋谷で今日から」『朝日新聞』、2014年11月12日。
- I.AM（J-WAVE、2014年11月12日）
- 「カッコイイ車いす　試乗も」『Yahoo!ニュース』 2014年11月13日、ヤフー社 。
- 「かっこいい福祉機器　東京・渋谷ヒカリエ」『朝日新聞デジタル』 2014年11月13日、朝日新聞社 。
- 「渋谷で”カッコいい福祉機器”の展示会がスタート」『Yahoo!ニュース』 2014年11月13日、ヤフー社 。
- 「ヒカリエで「超福祉」体験　カッコイイ車いす、試乗も　東京」『産経ニュース』 2014年11月13日、産經新聞社 。
- 「福祉機器の進化体験」『読売オンライン』 2014年11月13日、読売新聞社 。
- 「カッコイイ車いす　試乗も」『産経新聞』、2014年11月13日。
- 「福祉機器の進化体験」『読売新聞』、2014年11月13日。
- 「かっこいい福祉機器」『朝日新聞　夕刊』、2014年11月13日。
- TBS「はやチャン!」2014年11月13日放送
- 「「やばい」「かっこいい」福祉機器が目指すのは”意識のバリアフリー”「”超福祉”の日常を体験しよう展」に行ってきた」『Yahoo!ニュース』 2014年11月14日、ヤフー社 。
- 「未来の車いすを実体験！シブヤの超福祉展」『ケンプラッツ』 2014年11月14日、日経BP社 。
- 「未来の車いすを実体験！シブヤの超福祉展」『日経BPネット』 2014年11月15日、日経BP社 。
- WONDER VISION（J-WAVE、2014年11月16日）
- 関西テレビ「スーパーニュースアンカー」2014年12月5日放送
- NHK総合「視点・論点」2014年12月10日放送
- テレビ東京「ワールドビジネスサテライト」2014年12月16日放送
- 「介護ロボット最前線」『ロボコンマガジン』2015年1月号、オーム社。
- 「「かっこいい福祉」で未来は変わる？NPO法人ピープルデザイン研究所代表理事・須藤シンジさんに聞く」『THE HUFFINGTON POST』 2015年1月14日、THE HUFFINGTON POST 。